# Агамі білокрилий
Агамі білокрилий (Psophia leucoptera) — вид журавлеподібних птахів родини агамієвих (Orthonychidae).

## Поширення
Вид поширений в північній частині Південної Америки. Трапляється на заході Бразилії, сході Перу та на півночі Болівії. Мешкає в Амазонському дощовиому лісі.

## Опис
Спина та крила білого кольору. Решта оперення чорного забарвлення. Дзьоб жовтий, ноги сірі. Самці більші за самиць.